# Ханну Раяніємі
Ханну Раяніємі (фін. Hannu Rajaniemi) — фінський письменник та математик, пише у жанрі наукової фантастики.

## Біографія
Ханну Раяніємі народився в фінському місті Юлівієска. Здобув ступінь бакалавра математики в Університеті Оулу, потім продовжив навчання математики в Кембридзькому університеті (Certificate of Advanced Study). Здобув науковий ступінь з математичної фізики в Единбурзькому університеті в галузі теорії струн під керівництвом Хосе Фігероа-О'Фарріла (José Figueroa-O'Farrill). Перед початком навчання в Единбурзі він пройшов національну службу (фінський аналог армійської служби, але з великим вибором видів зайнятості) як науковий дослідник в Силах оборони Фінляндії.
Під час роботи над дисертацією в Единбурзі Раяніємі приєднався до «Writers 'Bloc» — групи письменників Единбурга, що організовували регулярні читання. До кола членів цього товариства входять Чарльз Штросс і Алан Кемпбелл.
Ранні роботи Ханну, які привернули увагу його поточного літературного агента Джона Джерролда (John Jarrold), включають перше, опубліковане в 2003 році, оповідання «Shibuya no Love» і оповідання «Deus Ex Homine», надруковані в «Nova Scotia» — антології шотландської наукової фантастики і фентезі, що вийшла в 2005 році.
Громадськість помітила Раяніємі в жовтні 2008 року, коли Джон Джерролд уклав для нього контракт на три книги з видавництвом Gollancz на підставі лише двадцяти чотирьох сторінок тексту з подвійним інтервалом. Його дебютний роман «Квантовий злодій» (англ. «The Quantum Thief») вийшов в світ у вересні 2010 року у видавництві Gollancz в Великій Британії, а потім, в травні 2011 року — в США у видавництві Tor. Роман був номінований в 2011 році на Locus Award, в номінації «Дебютний роман».

## Титули, нагороди і премії
- 2011 — Єврокон/ EuroCon (ESFS Awards) — «Найкращий дебют» (Фінляндія) 2011 — кандидат на отримання премії «Локус» в категорії «Найкращий дебютний роман»
- 2011 — володар премії «Переклад наукової фантастики і фентезі» в категорії «Мала форма» за переклад своєї розповіді «Elegy for a Young Elk»
- 2012 — володар премії Tähtivaeltaja (її присуджують у Гельсінкі) в категорії «Найкраща науково-фантастична книга, опублікована фінською мовою» за роман «The Quantum Thief».
- 2012 — роман «The Quantum Thief» здобув третє місце при присудженні меморіальної премії Джона В. Кемпбелла за найкращий науково-фантастичний роман.
- 2013 — кандидат на отримання меморіальної премії Джона В. Кемпбелла за найкращий науково-фантастичний роман за книгу «The Fractal Prince».